# Days of the Lost
Days of the Lost debitanski je studijski album švedskog melodičnog death metal sastava The Halo Effect. Diskografska kuća Nuclear Blast Records objavila ga je 12. kolovoza 2022.

## Popis pjesama
| 1.    | »Shadowminds«             | 3:53 |
| 2.    | »Days of the Lost«        | 3:37 |
| 3.    | »The Needless End«        | 4:04 |
| 4.    | »Conditional«             | 3:41 |
| 5.    | »In Broken Trust«         | 4:09 |
| 6.    | »Gateways«                | 4:49 |
| 7.    | »A Truth Worth Lying For« | 4:24 |
| 8.    | »Feel What I Believe«     | 3:59 |
| 9.    | »Last of Our Kind«        | 4:04 |
| 10.   | »The Most Alone«          | 4:03 |
| 40:43 |                           |      |

## Zasluge
The Halo Effect
- Peter Iwers – bas-gitara
- Daniel Svensson – bubnjevi
- Jesper Strömblad – gitara, klavijature (na kraju pjesmi "Shadowminds")
- Niclas Engelin – gitara
- Mikael Stanne – vokal

Dodatni glazbenici
- Örjan Örnkloo – klavijature
- Erika Risinger – violina (na pjesmi "Last of Our Kind")
- Johannes Bergion – violončelo (na pjesmi "Last of Our Kind")
- Matt Heafy – dodatni vokal (na pjesmi "Last of Our Kind")
- Jonas Slättung – prateći vokal (na pjesmi "In Broken Trust")

Ostalo osoblje
- Oscar Nilsson – snimanje, inženjer zvuka, produkcija
- Jens Bogren – miks
- Tony Lindgren – mastering
- Adrian Baxter – grafički dizajn
- Vincent Laine – dizajn logotipa i simbola
- Lukas Englund – fotografije
- Robin Lundin – fotografije